# NGC 4874
NGC 4874는 머리털자리 은하단에 위치한 초거대 타원 은하이다. 영국의 천문학자 프레드릭 윌리엄 허셜 1세가 1785년에 발견하여 밝은 성운 상의 천체로 기록하였다. NGC 4874는 지구로부터 약 109 메가 파섹(약 3억 5,000만 광년) 거리에 있는 북쪽 머리털자리 은하단에서 두 번째로 밝은 은하이다. 우리 은하 같은 원반형의 나선 은하와는 달리, 이 은하는 거대한 먼지 띠나 나선팔이 없으며 매끄럽고 특색 없으며 중심으로부터 거리에 따라 광도가 감소하는 공 모양의 윤곽선을 갖고 있다. NGC 4874는 최대 직경 약 100 만 광년에 이르는 거대한 항성 헤일로에 둘러싸여 있다. 또 현재 은하 중심의 초대질량 블랙홀에서부터 유입되는 (초 고온의)물질과의 반응으로 가열되는 거대한 성간 매질 구름으로 에워 싸여 있기도 하다. 고 에너지 플라스마로 이루어진 제트는 은하의 중심으로부터 약 1,700 광년까지 뻗어 있다.

## 초신성
지금까지 3개의 초신성이 발견되었다.
- SN 1968B

- SN 1981G

- SN 2025ilo[3]